# Mạn Lạn
Mạn Lạn là một xã thuộc huyện Thanh Ba, tỉnh Phú Thọ, Việt Nam.

## Địa lý
Xã Mạn Lạn nằm ở phía tây huyện Thanh Ba, có vị trí địa lý:
- Phía đông giáp xã Hoàng Cương
- Phía tây giáp xã Hanh Cù
- Phía nam giáp huyện Cẩm Khê
- Phía bắc giáp xã Đồng Xuân và xã Hanh Cù.

Xã Mạn Lạn có diện tích 12,16 km², dân số năm 2018 là 7.516 người, mật độ dân số đạt 618 người/km².

## Lịch sử
Địa bàn xã Mạn Lạn trước đây vốn là ba xã: Mạn Lạn, Phương Lĩnh, Vũ Yển.
Xã Vũ Yển có tên tục là làng Ẻn hay phố Ẻn.
Trước khi sáp nhập, xã Mạn Lạn có diện tích 5,54 km², dân số là 3.408 người, mật độ dân số đạt 615 người/km². Xã Phương Lĩnh có diện tích 3,98 km², dân số là 1.728 người, mật độ dân số đạt 434 người/km². Xã Vũ Yển có diện tích 2,64 km², dân số là 2.380 người, mật độ dân số đạt 902 người/km².
Ngày 17 tháng 12 năm 2019, Ủy ban Thường vụ Quốc hội ban hành Nghị quyết 828/NQ-UBTVQH14 về việc sắp xếp các đơn vị hành chính cấp xã thuộc tỉnh Phú Thọ (nghị quyết có hiệu lực từ ngày 1 tháng 1 năm 2020). Theo đó, sáp nhập toàn bộ diện tích và dân số của hai xã Vũ Yển và Phương Lĩnh vào xã Mạn Lạn.

## Văn hóa

### Ẩm thực
- Bánh đúc bột lọc

### Di tích
- Đình Ngũ Giáp: thờ Công chúa Phật Nguyệt, tương truyền là một nữ tướng thủy quân của Hai Bà Trưng. Hội đình hàng năm vào ngày mùng 3 tháng Giêng.